# Elatichrosis gananga
Elatichrosis gananga is een keversoort uit de familie kniptorren (Elateridae). De wetenschappelijke naam van de soort is voor het eerst geldig gepubliceerd in 1960 door Neboiss.